# Poikilospermum subtrinervium
Poikilospermum subtrinervium är en nässelväxtart som först beskrevs av Friedrich Anton Wilhelm Miquel, och fick sitt nu gällande namn av Chew. Poikilospermum subtrinervium ingår i släktet Poikilospermum och familjen nässelväxter. Inga underarter finns listade i Catalogue of Life.